# Diploclisia glaucescens
Diploclisia glaucescens là một loài thực vật có hoa trong họ Biển bức cát. Loài này được (Blume) Diels mô tả khoa học đầu tiên năm 1910.

## Hình ảnh

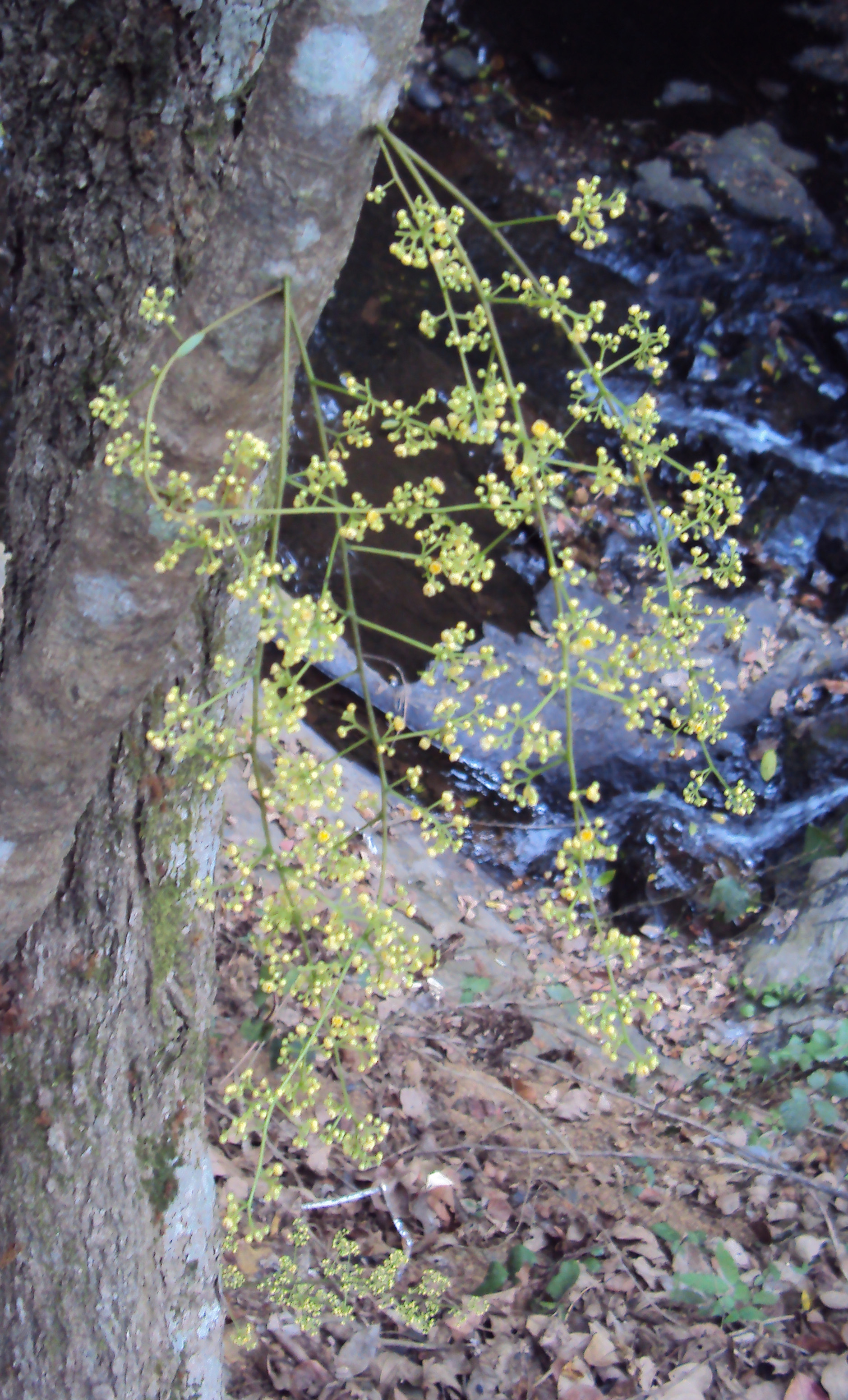
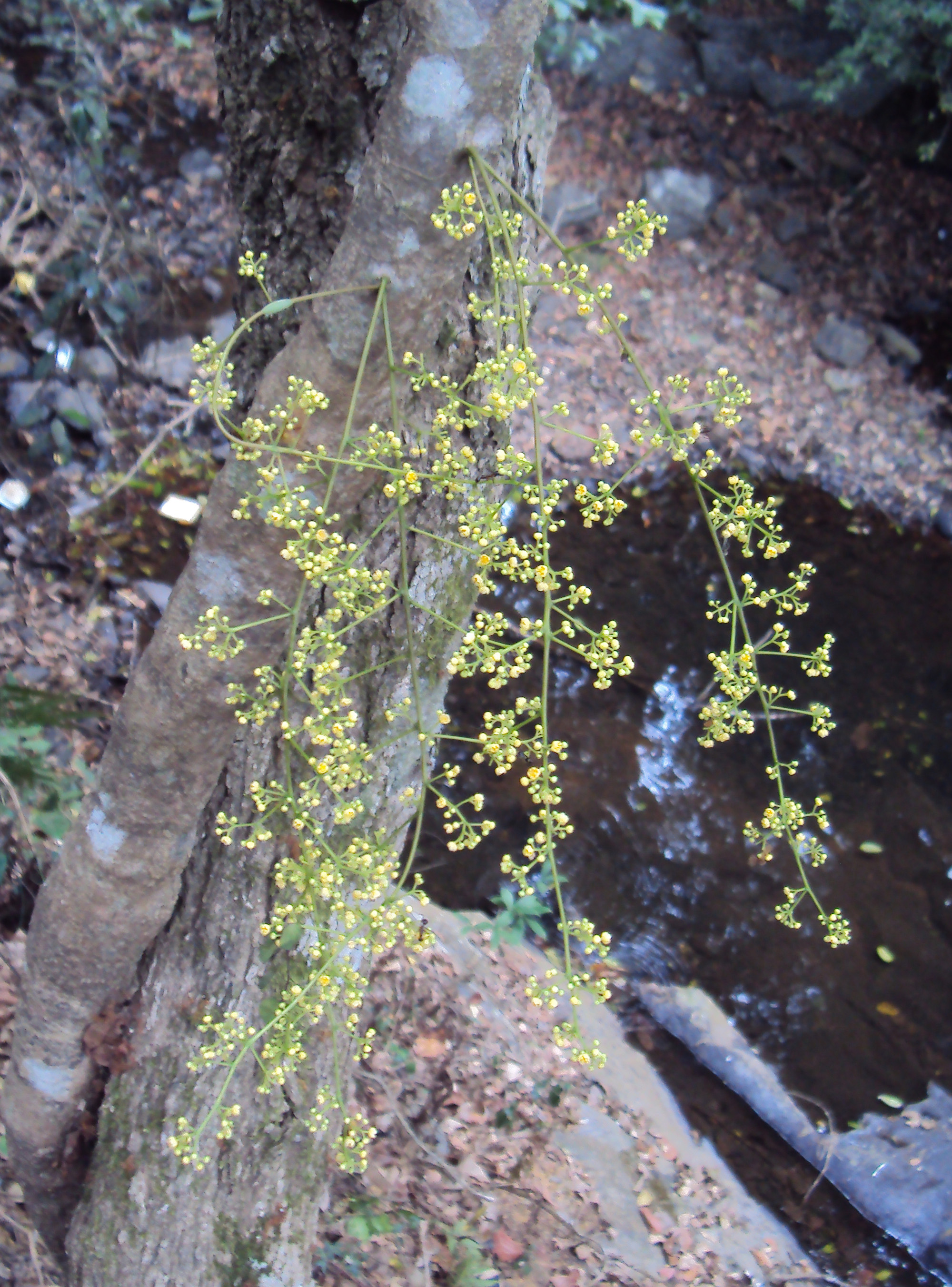
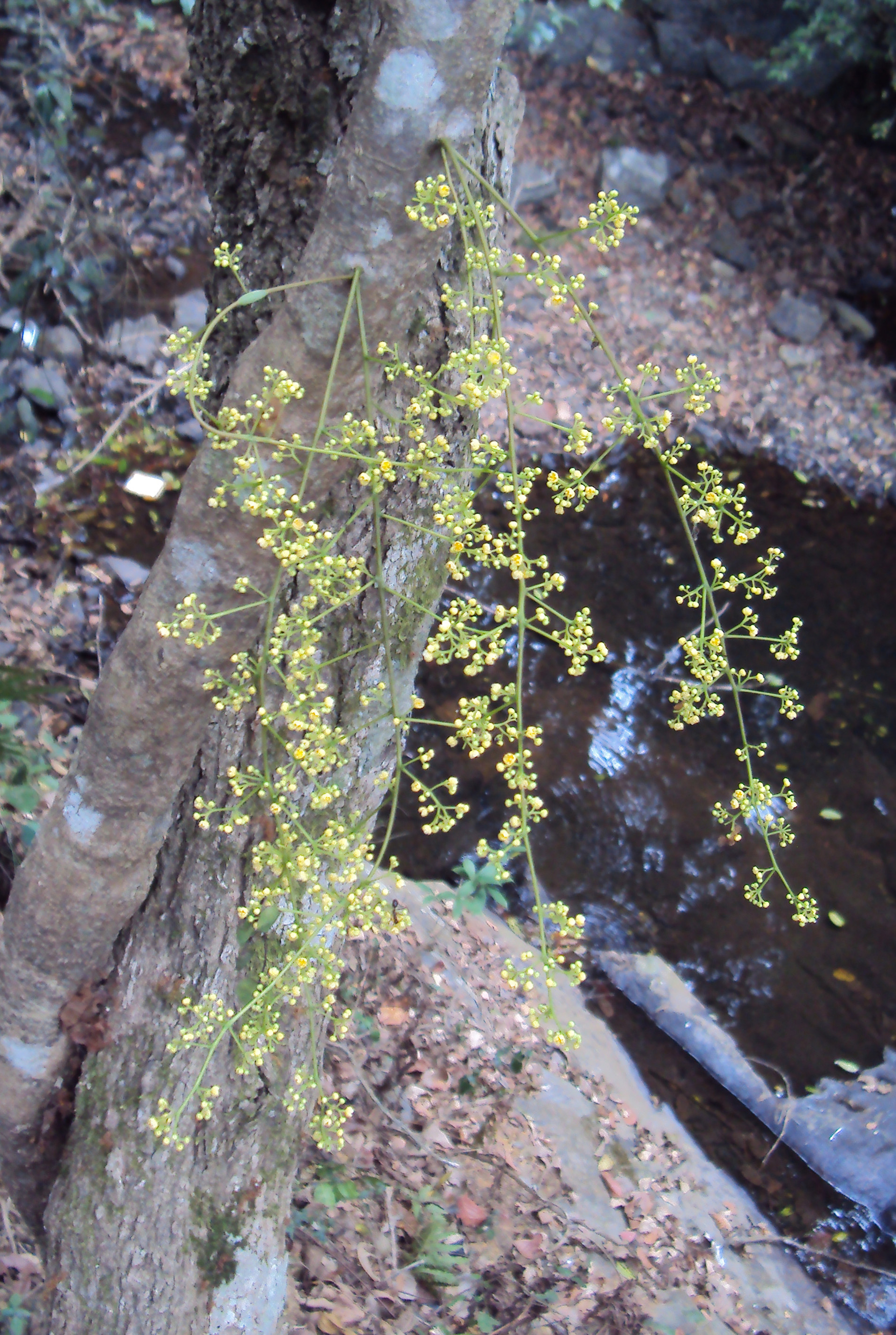
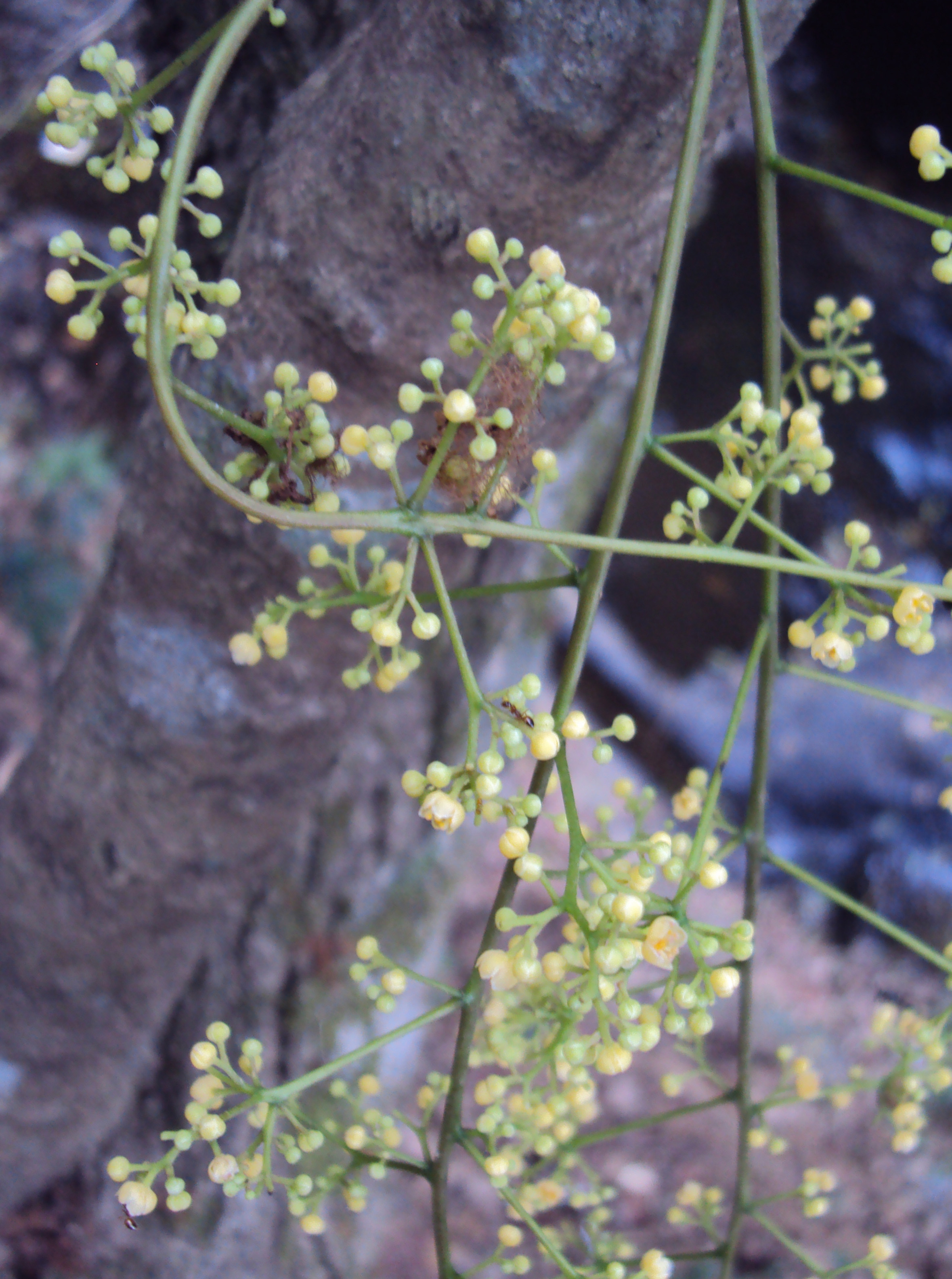